# Rio Pirapó
Der Pirapó ist ein Fluss im Norden des brasilianischen Bundesstaats Paraná. Er entspringt in Apucarana und mündet nördlich von Maringá in den Paranapanema. Sein Wasser wird für die Trinkwasserversorgung der Großstadt Maringá genutzt.

## Etymologie
„Pirapó“ kommt aus dem Tupi-Guarani und hat die Bedeutung „Fischsprung“ oder „Springende Fische“.

## Geografie

### Lage
Das Einzugsgebiet des Pirapó befindet sich auf dem Terceiro Planalto Paranaense (Dritte oder Guarapuava-Hochebene von Paraná) im Gebiet zwischen dem Rio Paranapanema und den Großstädten Londrina, Apucarana und Maringá. Die Böden bestehen vorwiegend aus der fruchtbaren Terra Roxa, die durch die Verwitterung von Basalt entstanden sind. Es herrschen niedrige, leicht gewellte Hügel vor. Das Klima geht von tropisch in subtropisch über.
Diese geomorphologischen, bodenbezogenen und klimatischen Besonderheiten trugen zusammen mit der geografischen Lage in der Nähe der großen Wirtschaftszentren Brasiliens zum Erfolg des Besiedlungsprozesses bei. Er beruhte auf einem unternehmerischen Modell der privaten Kolonisierung, das durch die Expansion des Kaffeeanbaus von São Paulo in den Norden von Paraná stimuliert wurde und diesen in eine der meistversprechenden Wirtschaftsregionen Brasiliens verwandelte. Dieser Prozess ging jedoch nicht vonstatten, ohne Spuren der Umweltzerstörung zu hinterlassen.

### Verlauf
Die Quelle des Pirapó liegt im Zentrum von Apucarana in der Rua Desembargador Clotário Portugal 1768 unter den Koordinaten 23º32’54’’S und 51º27’17’’W. Dieses Grundstück liegt 851 m über dem Meeresspiegel.
Er verläuft zunächst in nordwestlicher Richtung bis nördlich Maringá, wo er seine Richtung nach Norden ändert. Er mündet nach 261 km (andere Quellen nennen 161 km, was bei einem weitgehend geradlinigen Verlauf zutreffen dürfte) in den Paranapanema. Er ist dessen letzter größerer Nebenfluss. Die Mündung liegt zwischen den Munizipien Jardim Olinda und Itaguajé auf einer Meereshöhe von 260 m unterhalb der Talsperre des Wasserkraftwerks Taquaruçu.

### Fläche
Er entwässert eine Fläche von 5097 km2. In seinem Einzugsgebiet liegen 35 Munizipien (vollständig oder zu einem Teil) mit über 1,0 Millionen Einwohnern.

### Zuflüsse
In seinem Verlauf wird der Pirapó von mehr als 120 Nebenflüssen gespeist. Der längste der Nebenflüsse ist der Bandeirantes do Norte, der im Munizip Sabáudia entspringt und nach einer Länge von 142 km an den Grenzen zwischen Paranacity, Lobato und Colorado auf 307 m Meereshöhe in den Pirapó mündet.

### Nutzung
In Maringá wird das Wasser des Pirapó für die Versorgung von fast allen 436.000 Einwohnern (2021) genutzt.

### Munizipien im Einzugsgebiet
Das Becken des Pirapó befindet sich in einem der am dichtesten besiedelten Gebiete des Bundesstaates Paraná. Die Liste der Munizipien im Becken gibt den Bevölkerungsstand der IBGE-Volkszählung 2010 wieder:
|     | Munizip                  | Fläche innerhalb Pirapó-Becken | Gesamtfläche (km²) | Anteil an Gesamtfläche (%) | Bevölkerung (IBGE 2010) |
| --- | ------------------------ | ------------------------------ | ------------------ | -------------------------- | ----------------------- |
| 1.  | Ângulo                   | 105,87                         | 105,87             | 100,00                     | 2.881                   |
| 2.  | Apucarana                | 170,36                         | 554,98             | 30,70                      | 120.884                 |
| 3.  | Arapongas                | 194,35                         | 381,33             | 50,97                      | 104.161                 |
| 4.  | Astorga                  | 435,70                         | 435,70             | 100,00                     | 24.704                  |
| 5.  | Atalaia                  | 137,65                         | 137,65             | 100,00                     | 3.913                   |
| 6.  | Cambira                  | 43,31                          | 163,96             | 26,42                      | 7.236                   |
| 7.  | Colorado                 | 354,75                         | 403,52             | 87,91                      | 22.347                  |
| 8.  | Cruzeiro do Sul          | 117,96                         | 259,03             | 45,54                      | 4.563                   |
| 9.  | Flórida                  | 83,09                          | 83,09              | 100,00                     | 2.540                   |
| 10. | Guaraci                  | 96,25                          | 212,16             | 45,37                      | 5.247                   |
| 11. | Iguaraçu                 | 163,15                         | 163,15             | 100,00                     | 3.992                   |
| 12. | Inajá                    | 0,48                           | 194,30             | 0,25                       | 2.988                   |
| 13. | Itaguajé                 | 131,36                         | 190,51             | 68,95                      | 4.568                   |
| 14. | Jaguapitã                | 282,57                         | 478,11             | 59,10                      | 12.256                  |
| 15. | Jandaia do Sul           | 17,16                          | 187,68             | 9,14                       | 20.283                  |
| 16. | Jardim Olinda            | 34,51                          | 128,41             | 26,87                      | 1.409                   |
| 17. | Lobato                   | 239,67                         | 239,67             | 100,00                     | 4.392                   |
| 18. | Mandaguaçu               | 220,00                         | 293,29             | 75,01                      | 19.784                  |
| 19. | Mandaguari               | 242,84                         | 336,10             | 72,25                      | 32.669                  |
| 20. | Marialva                 | 122,00                         | 474,84             | 25,69                      | 31.972                  |
| 21. | Maringá                  | 273,99                         | 486,16             | 56,36                      | 357.077                 |
| 22. | Munhoz de Mello          | 137,51                         | 137,51             | 100,00                     | 3.678                   |
| 23. | Nossa Senhora das Graças | 73,54                          | 185,42             | 39,66                      | 3.834                   |
| 24. | Nova Esperança           | 82,19                          | 402,17             | 20,44                      | 26.613                  |
| 25. | Paranacity               | 210,69                         | 348,02             | 60,54                      | 10.256                  |
| 26. | Paranapoema              | 72,31                          | 175,41             | 41,22                      | 2.791                   |
| 27. | Pitangueiras             | 123,10                         | 123,10             | 100,00                     | 2.814                   |
| 28. | Pres. Castelo Branco     | 81,79                          | 155,34             | 52,65                      | 4.775                   |
| 29. | Rolândia                 | 227,89                         | 455,88             | 49,99                      | 57.870                  |
| 30. | Sabáudia                 | 191,07                         | 191,07             | 100,00                     | 6.095                   |
| 31. | Santa Fé                 | 276,62                         | 276,62             | 100,00                     | 10.436                  |
| 32. | Santa Inês               | 28,95                          | 137,69             | 21,03                      | 1.818                   |
| 33. | Santo Inácio             | 1,50                           | 308,29             | 0,48                       | 5.269                   |
| 34. | Sarandi                  | 44,14                          | 103,62             | 42,60                      | 82.842                  |
| 35. | Uniflor                  | 76,68                          | 95,03              | 80,69                      | 2.465                   |
|     | Total                    | 5.096,86                       | 9.004,68           | 56,58                      | 1.011.462               |